# Áp xe gan do amip
Áp xe gan do amip là một loại áp xe gan do bệnh lỵ amip  gây ra bởi vi khuẩn Entamoeba histolytica, gây hoại tử gan

## Triệu chứng
Triệu chứng
Đau hạ sườn phải Sốt (38 độ C)
Chảy mồ hôi Giảm cân
Nước da nhợt nhạt
Dấu hiệu

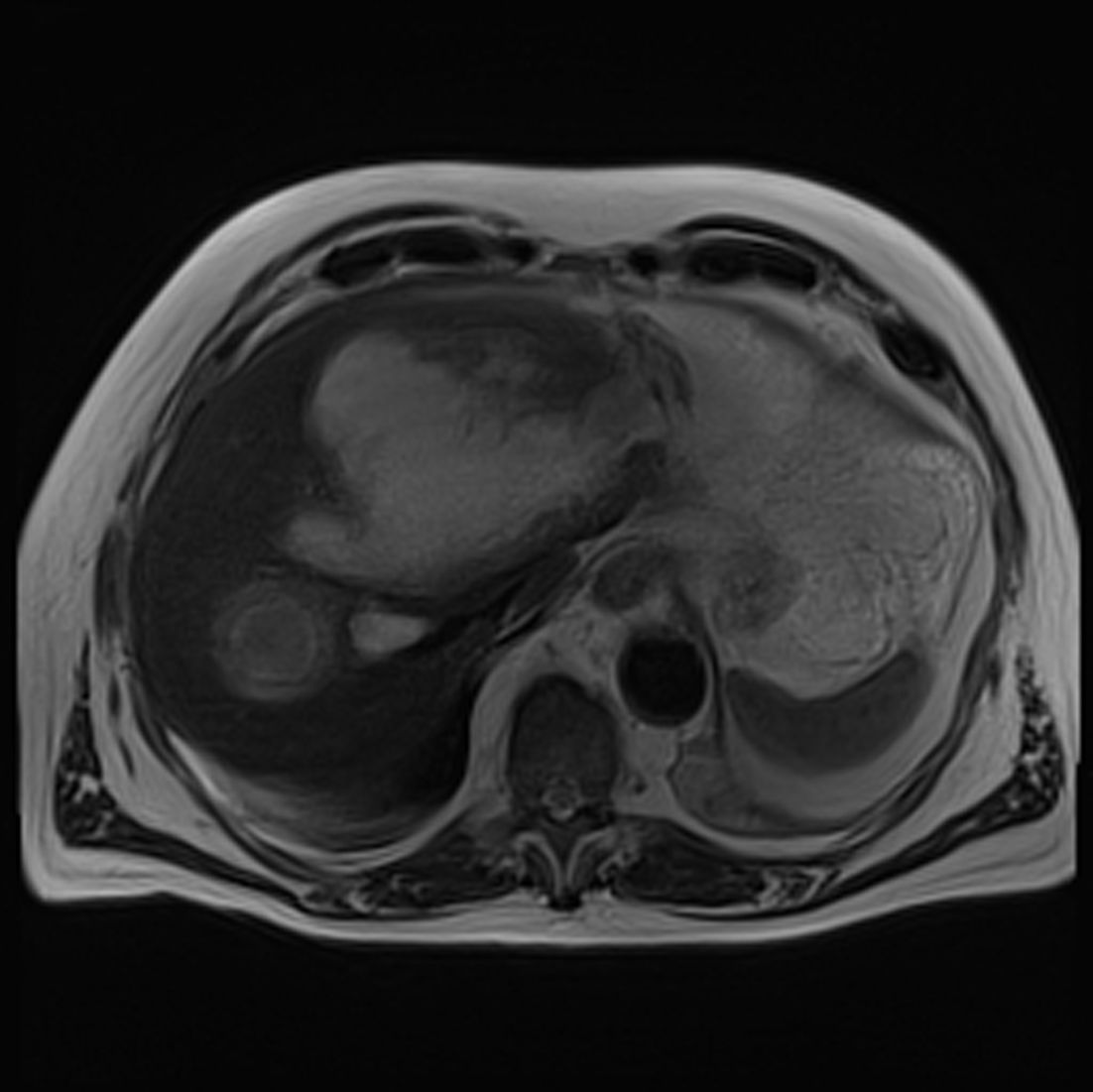
Hình ảnh đường mật chụp cộng hưởng từ (MRC) cho thấy một sự không đồng nhất ở thùy gan trái (áp xe amip)

Da nhợt nhạt Đau và cứng ở vùng hạ vị phải
Sờ thấy Gan Đau liên sườn
Dấu hiệu phổi cơ bản

## Điều trị
- Metronidazole [2] 800 mg TDS trong 5 đến 10 ngày
- Thuốc aspirin
- Chụp gan

Điều trị cũng phải bao gồm một loại thuốc diệt amip để ngăn chặn sự tái phát của các mô bởi amip vẫn còn trong ruột (xem bệnh lỵ amip). Việc không sử dụng Luminal có thể dẫn đến tái phát nhiễm trùng ở khoảng 10% bệnh nhân.

### Thuốc diệt amip
Việc điều trị bệnh amip xâm lấn nên được hướng đến tất cả các vị trí có thể có E. histolytica. Do đó, thuốc diệt amip lý tưởng sẽ có thể hoạt động trong lòng ruột, trong thành ruột, đặc biệt là ở gan. Thuốc amip toàn thân bao gồm emetine, dehydroemetine, chloroquine diphosphate, metronidazole, và tinidazole.

## Mô hình ảnh hưởng

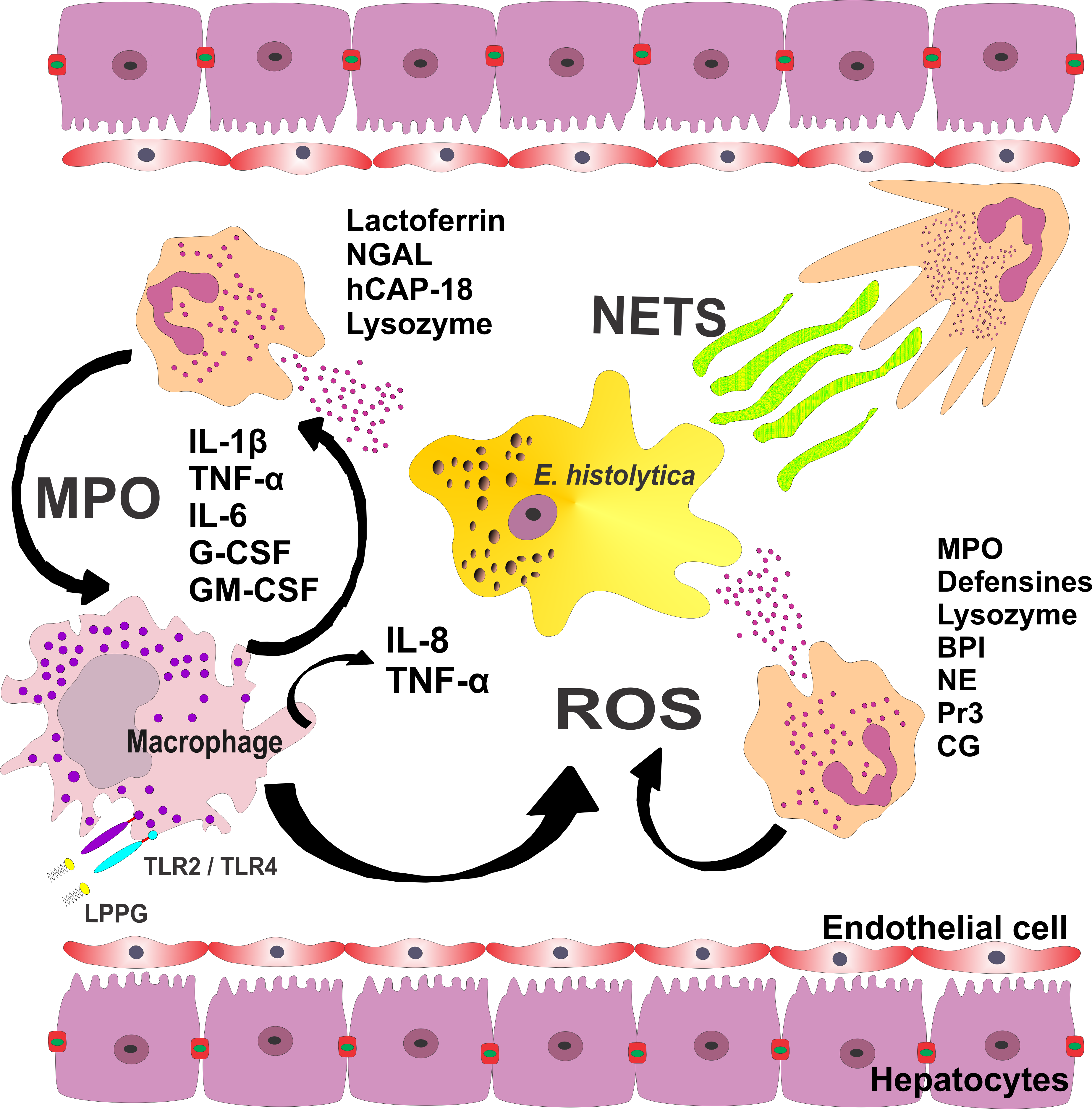
Vai trò của bạch cầu trung tính trong áp xe gan do động vật gặm nhấm

Do khó khăn trong việc khám phá các yếu tố vật chủ và amebic liên quan đến cơ chế bệnh sinh của bệnh áp xe gan ở người, hầu hết các nghiên cứu đã được thực hiện với mô hình động vật (ví dụ chuột, chuột nhảy và chuột đồng). Kết quả mô bệnh học cho thấy giai đoạn mãn tính của áp xe gan do amip ở người tương ứng với hoại tử lylic hoặc hóa lỏng, trong khi ở mô hình ảnh hưởng có viêm mô hạt. Tuy nhiên, việc sử dụng các sinh vật mô hình đã cung cấp thông tin quan trọng về các phân tử và cơ chế tương tác giữa vật chủ / ký sinh trùng trong áp xe gan do amip.